# London Bridge is Falling Down
London Bridge is Falling Down ist ein traditioneller Kinderreim aus England. Die Hauptstrophe lautet
London Bridge is falling down,

Falling down, Falling down.

London Bridge is falling down,

My fair lady.
Der Reim wird von Kindern häufig als Singspiel verwendet, das in zahlreichen Formen mit zusätzlichen Strophen existiert. Die häufigste Variante ist, dass zwei Spieler mit den Armen einen Bogen bilden, während die anderen hindurchschlüpfen müssen. Der Bogen wird dann gesenkt, um einen der Spieler zu „fangen“. Dies gleicht dem Singspiel zum japanischen Kinderlied Tōryanse.

## Geschichte
Die ältesten Hinweise auf den Reim erscheinen in einem Theaterstück aus dem Jahr 1659, erstmals mit Kindern in Verbindung gebracht wird er 1720. Der älteste bekannte Text erschien ca. 1744 in Tommy Thumb’s Pretty Song Book. Es ist allerdings wahrscheinlich, dass der Reim zu dieser Zeit bereits weit verbreitet war.
Der Reim nimmt möglicherweise Bezug auf historische Ereignisse, die Jahrhunderte zurückreichen. Im Jahr 1013 wurde die London Bridge durch den angelsächsischen König Æthelred II. und seinen norwegischen Verbündeten Olav II. Haraldsson niedergebrannt, um die Invasionstruppen des dänischen Königs Sven Gabelbart in mehrere Gruppen aufzuteilen. Das Ereignis wurde in der Saga des Olaf Haraldsson niedergeschrieben, einem Teil der um 1225 von Snorri Sturluson komponierten Heimskringla. Snorri zitiert ein Gedicht des norwegischen Skalden (Dichters) Ottar Svarte. Es enthält folgende Zeilen, die eine auffällige Ähnlichkeit mit dem Kinderreim aufweisen (Text in modernem Englisch):
London Bridge is broken down.

Gold is won, and bright renown.

Shields resounding,

War-horns sounding,

Hild is shouting in the din!

Arrows singing,

Mail-coats ringing

Odin makes our Olaf win!
Die allgemein akzeptierte Variante nimmt jedoch wahrscheinlich auf das Jahr 1269 Bezug, als König Heinrich III. die Zollrechte der Brücke an Königin Eleonore de Provence übergab. Sie ist die „fair Lady“ (schöne Dame), die nachweislich ihrer Pflicht nicht nachkam, mit den Zolleinnahmen den Unterhalt der Brücke zu finanzieren.
Ähnliche Kinderreime und Singspiele lassen sich auch in anderen europäischen Ländern finden, beispielsweise Knippelsbro Går Op og Ned („Knippelsbrücke geht hoch und runter“) in Dänemark, pont chus aus dem 16. Jahrhundert aus Frankreich, Le porte aus dem 14. Jahrhundert aus Italien oder Die Magdeburger Brück aus Deutschland (vgl. Die goldene Brücke), dessen Text folgender ist:
„Ich wollte gern über die Magdeburger Brück:“

Die ist zerbrochen.

„Wer hat sie zerbrochen?“

Der Goldschmied, der Goldschmied

Mit seiner jüngsten Tochter.

„Laßt sie doch wieder bauen.“

Mit was denn?

„Mit Ketten und mit Stangen.“

Kriegt Alle durch, kriegt Alle durch,

Den letzten wollen wir fangen.

## Bedeutung
Die genaue Bedeutung des Kinderreims ist unklar. Am offensichtlichsten ist es, dass er von den Schwierigkeiten handelt, die Themse zu überbrücken. Frühere Brücken wurden weggeschwemmt (“wash away”), bevor eine Brücke aus „Stein so stark“ (“stone so strong”) gebaut wurde. Es wird auch angenommen, dass die „fair Lady“, welche eingeschlossen wird (“locked up”), sich auf einen alten Brauch bezieht, bei dem eine verstorbene Jungfrau im Fundament der Brücke begraben wurde, um durch Magie das Bauwerk zu stärken. Allgemein ist jedoch die Theorie akzeptiert, dass sich der Kinderreim auf Königin Eleonore bezieht.

## Text
Der Text lautet in der Originalversion wie folgt:
| Englisches Original London Bridge is falling down, Falling down, falling down. London Bridge is falling down, My fair lady. Take a key and lock her up, Lock her up, Lock her up. Take a key and lock her up, My fair lady. How will we build it up, Build it up, build it up? How will we build it up, My fair lady. Build it up with gold and silver, Gold and silver, gold and silver. Build it up with gold and silver, My fair lady. Gold and silver I have none, I have none, I have none. Gold and silver I have none, My fair lady. Build it up with needles and pins, Needles and pins, needles and pins. Build it up with needles and pins, My fair lady. Pins and needles bend and break, Bend and break, bend and break. Pins and needles bend and break, My fair lady. Build it up with wood and clay, Wood and clay, wood and clay. Build it up with wood and clay, My fair lady. Wood and clay will wash away, Wash away, wash away. Wood and clay will wash away, My fair lady. Build it up with stone so strong, Stone so strong, stone so strong. Build it up with stone so strong, My fair lady. Stone so strong will last so long, Last so long, last so long. Stone so strong will last so long, My fair lady. | Deutsche Übersetzung London Bridge bricht zusammen, Bricht zusammen, bricht zusammen. London Bridge bricht zusammen, Meine schöne Dame. Nehmt ’nen Schlüssel und schließt sie ein, Schließt sie ein, schließt sie ein. Nehmt ’nen Schlüssel und schließt sie ein, Meine schöne Dame. Wie werden wir sie aufbauen, Sie aufbauen, sie aufbauen? Wie werden wir sie aufbauen, Meine schöne Dame. Baut sie auf mit Gold und Silber, Gold und Silber, Gold und Silber. Baut sie auf mit Gold und Silber, Meine schöne Dame. Gold und Silber hab' ich keins, Hab' ich keins, hab' ich keins. Gold und Silber hab' ich keins, Meine schöne Dame. Baut sie auf mit Nadeln und Stecknadeln, Nadeln und Stecknadeln, Nadeln und Stecknadeln. Baut sie auf mit Nadeln und Stecknadeln, Meine schöne Dame. Stecknadeln und Nadeln biegen und brechen, Biegen und brechen, biegen und brechen. Stecknadeln und Nadeln biegen und brechen, Meine schöne Dame. Baut sie auf mit Holz und Lehm, Holz und Lehm, Holz und Lehm. Baut sie auf mit Holz und Lehm, Meine schöne Dame. Holz und Lehm werden fortgeschwemmt, Fortgeschwemmt, fortgeschwemmt. Holz und Lehm werden fortgeschwemmt, Meine schöne Dame. Baut sie auf mit Stein so stark, Stein so stark, Stein so stark. Baut sie auf mit Stein so stark, Meine schöne Dame. Stein so stark wird so lange halten, So lange halten, so lange halten. Stein so stark wird so lange halten, Meine schöne Dame. |

Anmerkung: ‚fair‘ hat mehrere Bedeutungsebenen, mit denen hier durchaus bewusst gespielt worden sein könnte – unter anderem heißt es auch ‚gerecht‘ oder ‚anständig‘, was im Blick auf den vermuteten historischen Hintergrund zu der Aufforderung an Königin Eleonore passen würde, ihren Pflichten nachzukommen.

### Alternative Strophen
| Englisches Original We must build it up again, Up again, up again. We must build it up again, My fair lady. Build it up with iron and steel, Iron and steel, iron and steel. Build it up with iron and steel, My fair lady. Iron and steel will bend and bow, Bend and bow, bend and bow. Iron and steel will bend and bow, My fair lady. Gold and silver will be stolen, Will be stolen, will be stolen. Gold and silver will be stolen, My fair lady. | Deutsche Übersetzung Wir müssen sie wieder aufbauen, Wieder aufbauen, wieder aufbauen. Wir müssen sie wieder aufbauen, Meine schöne Dame. Baut sie auf mit Eisen und Stahl, Eisen und Stahl, Eisen und Stahl. Baut sie auf mit Eisen und Stahl, Meine schöne Dame. Eisen und Stahl werden biegen und beugen, Biegen und beugen, biegen und beugen. Eisen und Stahl werden biegen und beugen, Meine schöne Dame. Gold und Silber werden gestohlen, Werden gestohlen, werden gestohlen. Gold und Silber werden gestohlen, Meine schöne Dame. |

## Sonstiges
- Das Lied findet titelgebend und als Element der Handlung Verwendung in dem Film Falling Down – Ein ganz normaler Tag aus dem Jahre 1993 (R.: Joel Schumacher)
- Die Melodie ist – mit abgeändertem Text – als Werbesong der fiktiven Firma „Silver Shamrock“ in dem Horrorfilm Halloween III von 1983 (R.: Tommy Lee Wallace) zu hören.
- Der Kinderreim lieferte den Codenamen für die Operation London Bridge, die nach dem Tod von Königin Elisabeth II. durchgeführt wurde.